# 東根作寿英
東根作 寿英（とねさく としひで、1972年4月3日 - ） は、日本の俳優。Don-crew所属。

## 人物
神奈川県横浜市生まれ。横浜市立大綱中学校、法政大学第二高等学校を経て、法政大学社会学部卒業。血液型はO型。身長173cm。猫好き。
平凡で気弱だが善良な役、少々非常識な御曹司という役が定番。
飯田譲治作品では常連となっており、『人間の翼 最後のキャッチボール』では主演を務めた。

### 経歴
1988年（昭和63年）、アミューズのオーディション企画『アミューズ・10ムービーズオーディション』に福山雅治、奥貫薫らとともに合格し、マクドナルドのCMへの出演で芸能界デビューした。翌年には『ときめき宣言』への出演で役者デビューした。
その後は、主に脇役としてテレビドラマ等に出演している。1996年（平成8年）の映画『人間の翼 最後のキャッチボール』では、主演を務めた。
2022年（令和4年）6月30日をもって、34年間所属していたアミューズを退所し、フリーで活動していたが、同年10月よりDon-crewに所属となった。

### 交友関係
シンガーソングライターで俳優の福山雅治とは、同時期に前述のオーディションを受けて芸能界入りした一人であり、共に下積みした仲間であり友人である。2003年（平成15年）に「天国のダイスケへ」で、デビュー以来のドラマ初共演を果たした。2006年、2011年には福山のラジオ番組『魂のラジオ』（ニッポン放送）にゲスト出演した。2010年の大河ドラマ『龍馬伝』、2019年の日曜劇場『集団左遷!!』でも共演した。
鹿児島読売テレビアナウンサーの岡本善久とは大学以来の友人である。法政大学社会学部の稲増ゼミで知り合い、今も交流を続けている。また、静岡朝日テレビアナウンサーの古川興二も大学以来の友人であり、古川は岩手めんこいテレビ在局時代、同局公式ホームページの自身の欄にて東根作について触れていた。

### 家族
実兄である東根作成英は外資系IT企業に勤務し、各種セミナーなどでの講演を行っている。

## 出演

### テレビドラマ

#### NHK
特記のないものはNHK総合テレビで放送。
- 土曜ドラマスペシャル「ときめき宣言」（1989年）
- NHKスペシャル「ニューウェーブ・ドラマ 夜に海輝き」（1991年）
- 大河ドラマ
  - 信長 KING OF ZIPANGU（1992年） - 織田信忠 役
  - 龍馬伝（2010年） - 近江屋新助 役
- 連続テレビ小説
  - 春よ、来い（1994年） - 野中誠 役
  - あぐり（1997年） - 川原甚八 役
  - 半分、青い。（2018年） - マスター・シロウ 役[5]
- 憲法はまだか（1996年） - 近衛通隆 役
- ズッコケ三人組（1999年） - 田村先生 役
- トキオ 父への伝言（2004年） - 板野康平 役
- ぼんくら（2014年） - 相馬登 役
- 子連れ信兵衛2（2016年） - 田島屋与左衛門 役
- スリル!〜赤の章・黒の章〜（2017年） - 高野信孝 役
- 伝七捕物帳2（2017年）   - 鳴海屋政右衛門 役
- 黄色い煉瓦〜フランク・ロイド・ライトを騙した男〜（2019年11月27日、NHK BSプレミアム／NHK名古屋放送局制作） - 編集長 役
- オリガミの魔女と博士の四角い時間 第28話「心のカメラ」（2021年2月21日、NHK教育テレビ）
- 群青領域 第6話（2021年11月26日） - 大橋洋輔 役

#### 日本テレビ系
特記のないものは日本テレビ制作・放送。
- STATION（1995年） - 木戸進 役
- 金田一少年の事件簿（1995年） - 小田切進（神崎竜一） 役
- ザ・シェフ 第6話（1995年） - 江 役
- 奇跡の人（1998年）
- 夜逃げ屋本舗（1999年） - 矢部厚 役
- ストレートニュース（2000年） - 上野達也 役
- サイコドクター（2001年） - 岡田勇樹 役
- レッツ・ゴー!永田町（2001年） - 園田純 役
- 火曜サスペンス劇場
  - 軽井沢ミステリー4（2002年） - 柴田信司 役
  - 弁護士・朝日岳之助18（2003年） - 中井宣明 役
- 最後の弁護人（2003年）
- 天国のダイスケへ（2003年） - 中井記者 役
- バリューナイトフィーバー「いい男はマーケティングで見つかる」（2005年）
- CAとお呼びっ!（2006年） - 小島尚之 役
- 探偵学園Q（2006年） - 真木慎太郎 役
- 愛の流刑地（2007年） - 栗山検察事務官 役
- ホカベン（2008年） - 大塚哲也 役
- OLにっぽん（2008年） - 茂木課長 役
- あの日、僕らの命はトイレットペーパーよりも軽かった（2008年） - 金井一男 役
- キイナ〜不可能犯罪捜査官〜（2009年） - 服部浩二 役
- ザ・クイズショウ（2009年） - 駒沢雄二 役
- プロゴルファー花（2010年） - 小沢部長 役
- 怪物くん（2010年）
- 離婚シンドローム（2010年） - 加藤弁護士 役
- 日本人の知らない日本語（2010年） - 樋口店長 役
- 秘密諜報員 エリカ（2011年） - 高橋良介 役
- 三毛猫ホームズの推理（2012年） - 堀口康夫 役
- 赤川次郎原作 毒〈ポイズン〉（2012年） - 稲垣映司 役
- 35歳の高校生（2013年） - 猿渡崇役
- ダンダリン 労働基準監督官（2013年） - 川合秀樹 役
- 金曜ロードSHOW
  - 「人生がときめく片づけの魔法」（2013年） - 藤島幸雄 役
  - 「Dr.ナースエイド」（2014年）
- 慰謝料弁護士〜あなたの涙、お金に変えましょう〜（2014年） - 市川友宏 役
- 花咲舞が黙ってない（2014年） - 坂田栄介 役
- ビンタ!〜弁護士事務員ミノワが愛で解決します〜（2014年） - 秋野修治 役
- 学校のカイダン（2015年） - 千崎裕二 役
- 家売るオンナ（2016年） - 宮澤和之 役
- 脳にスマホが埋められた!（2017年） - 会沢聡 役
- 白衣の戦士!（2019年） - 清水悟史 役
- 未満警察 ミッドナイトランナー 第1話（2020年6月27日） - 浅田信二 役
- 二月の勝者-絶対合格の教室- 第2話（2021年） - 加藤 役
- パンドラの果実科学犯罪捜査ファイル Season1 第6話（2022年5月28日） - 行武プロデューサー 役

#### TBS系
特記のないものはTBS制作・放送。
- 水の記憶 MEMORY OF WATER（1991年） - 佐久間啓司 役
- キライじゃないぜ（1992年） - 角川久志 役
- HOTEL 第4シリーズ （1995年5月11日） - 浩一 役
- 君と出逢ってから（1996年） - 山下和男 役
- 月曜ドラマスペシャル
  - 一色京太郎事件ノート（1997年） - 佐久間千明 役
  - 流れ星お銀!事件解決いたします（2000年） - 青木刑事 役
- 世界で一番熱い夏（2001年） - 山崎 役
- 弁護士のくず（2006年） - 高井武 役
- メッセージ〜伝説のCMディレクター・杉山登志〜（2006年） - 長尾 役
- 月曜ゴールデン
  - 狩矢警部シリーズ2（2006年） - 高橋亮 役
  - 夜の終る時（2007年） - 森戸 役
- 結婚式へ行こう!（2007年） - 藤堂 役
- 魔王（2008年） - 倉田隆 役
- 松本清張生誕100年記念スペシャルドラマ 火と汐（2009年） - 上田伍郎 役
- 冬のサクラ（2011年） - 橘真人 役
- JIN-仁-（2011年） - お初の父 役
- 南極大陸（2011年）
- ステップファザー・ステップ（2012年） - 宗野正雄 役[6]
- ATARU（2012年） - 北見光治 役
- とんび（2013年） - 山本卓弥の父 役
- クロコーチ（2013年） - 遠藤剛史 役（若年期）
- 天皇の料理番（2015年） - 小林医師 役
- このミステリーがすごい! ベストセラー作家からの挑戦状「ポセイドンの罰」（2015年） - 成田光樹 役
- 神の舌を持つ男（2016年） - 堀丈夫（支配人）
- 仰げば尊し（2016年） - 樽谷哲郎 役
- 月曜名作劇場
  - 警視庁機動捜査隊216 Ⅸ（2018年） - 久保修一 役
- 集団左遷!! 第2話（2019年） - 稲葉勝 役
- ホテルマン東堂克生の事件ファイル〜八ヶ岳リゾート殺人事件〜（2022年1月22日、BS-TBS） - 北山修二 役
- 笑うマトリョーシカ（2024年） - 一色清彦 役
- 御上先生 第3話・第8話・最終話（2025年2月2日・3月9日・23日） - 神崎栄治 役
- 日曜劇場
  - 19番目のカルテ 第2話（2025年7月25日） - 岡崎浩司 役

#### フジテレビ系
特記のないものはフジテレビ制作・放送。
- 世にも奇妙な物語
  - 「常識酒場」（1992年） - 霧原直也 役
  - 「トラブル・カフェ」（1992年） - 霧原直也 役
  - 「迷路」（2003年） - 久野ミノル 役
  - 「カウントダウン」（2007年） - 染川先生 役
  - 「未来ドロボウ」（2014年） - 執事・森元 役
  - 「何だかんだ銀座」（2022年） - 羽鳥昭夫 役[7]
- 17才-at seventeen-（1994年） - 山口清 役
- 忠臣蔵（1996年） - 橋本平左衛門 役
- ショムニ（1998年） - 赤瀬川友彦 役
- ブラザーズ（1998年） - 松本強司 役
- 神様、もう少しだけ（1998年） - 久保隆 役
- らせん（1999年） - 浅野大輔 役
- ロケット・ボーイ（2001年） - 中島良雄 役
- 救命病棟24時 第2シリーズ 第1話（2001年）
- 春ランマン（2002年） - 成井 役
- 恋ノチカラ（2002年） - 中沢和史 役
- ウエディングプランナー SWEETデリバリー（2002年） - 田口省吾 役
- いつもふたりで（2003年） - 吉岡 役
- みにくいアヒルの子（2003年） - 柿沢悟 役
- ダイヤモンドガール（2003年） - 泉笙薫 役
- 金曜エンタテイメント
  - 刑事調査官 玉坂みやこ1（2003年） - 高桑信也 役
  - 赤い霊柩車シリーズ19（2004年） - 吉田夏夫 役
- 愛し君へ（2004年） - 三柴智彦 役
- 契約結婚（2005年） - 平沢直人 役
- 1リットルの涙（2005年） - 高野喜一 役
- WATER BOYS 2005夏（2005年） - 羽鳥学 役
- 逃亡者 木島丈一郎（2005年） - 浅尾裕太 役
- トップキャスター（2006年） - 樋山秀一 役
- 医龍-Team Medical Dragon-（2006年） - 須藤医師 役
- 島根の弁護士（2007年） - 佐野浩輔 役
- 金曜プレステージ
  - 屋台弁護士2（2007年） - 大沢圭介 役
  - 浅見光彦シリーズ30（2008年） - 水上和鷹 役
  - ハマの静香は事件がお好き6（2009年） - 樋口達也 役
  - 11文字の殺人（2011年） - 竹本幸裕 役
  - ねじれた絆 赤ちゃん取り違え事件 42年の真実（2013年） - 病院側弁護士 役
- CHANGE（2008年） - 鴨志田代議士 役
- 素直になれなくて（2010年） - 白石高文 役
- ジョーカー 許されざる捜査官 （2010年） - 羽鳥晴信 役
- 逃亡弁護士（2010年） - 南俊二 役
- チーム・バチスタ3 アリアドネの弾丸 第4話（2011年）  - 小嶋秀一 役
- ラッキーセブン 第3話（2012年） - 箕輪和則 役
- リーガル・ハイ（2012年） - 相沢秀臣 役
- 深夜も踊る大捜査線 THE FINAL（2012年） - 浅尾裕太 役
- 東野圭吾ミステリーズ（2012年） - 松村 役
- 明日の光をつかめ -2013 夏-（2013年） - 金澤功一 役
- ビター・ブラッド〜最悪で最強の親子刑事〜（2014年） - 大村国男 役
- キャリア〜掟破りの警察署長〜（2016年） - 秋嶋敬一 役
- グッド・ドクター 第9話（2018年） - 盛岡豊 役
- マザーズ2018〜僕には、3人の母がいる〜（2018年11月10日、中京テレビ制作） - 清水勝則 役
- ラジエーションハウス 最終話（2019年） - 伊藤医師 役
- アンサング・シンデレラ 病院薬剤師の処方箋 第8話（2020年） - 仁科敦夫 役
- さくらの親子丼 第三シーズン 二杯目 - 三杯目（2020年10月24日 - 31日、東海テレビ制作） - 阪巻利晴 役
- ナイト・ドクター 第3話（2021年） - 宮本守 役
- 元彼の遺言状 第9話・第10話（2022年6月6日・13日）- 高瀬医師 役
- うちの弁護士は手がかかる 第1話・第7話・第10話（2023年10月13日・11月24日・12月15日） - 静川薫 役

#### テレビ朝日系
特記のないものはテレビ朝日制作・放送。
- 闇のパープル・アイ（1995年） - 高階暁生 役
- 八丁堀の七人（2000年） - 左平次 役
- 土曜ワイド劇場
  - 狩矢父娘シリーズ 第1作（2000年） - 林信彦 役
  - 相棒 Pre season 第3話「大学病院助教授、墜落殺人事件!」（2001年11月10日） - 帝国医科大学附属病院第一外科医局 医師・佐野昌平 役
  - 炎の警備隊長・五十嵐杜夫 第3作（2005年） - 的場雄介 役
  - 終着駅の牛尾vs事件記者・冴子
    - 第7作「路」（2007年） - 住吉弘 役
    - 第9作「灯（ともしび）」- 第16作「ラストファミリー」（2009年 - 2017年） - 大上刑事 役

  - 越境捜査 第2作（2010年5月22日） - 飛田不二雄 役
  - 終着駅シリーズ 第24作「終着駅」 - 第38話「十月のチューリップ」（2010年7月31日 - 2022年12月22日） - 大上刑事 役
    - 第31作は日曜ワイド、第32作 - 第35作は日曜プライム、第36作以降は不定期特番で放送。

  - 火災調査官・紅蓮次郎 第11作（2010年11月20日） - 中園豊 役
  - 人類学者・岬久美子の殺人鑑定 第4作（2013年） - 朝倉礼史 役
  - 東京駅お忘れ物預り所 第7作（2014年） - 山崎弘樹 役
  - 狩矢父娘シリーズ 第16作（2014年） - 新木刑事 役
  - 監察官・羽生宗一 第1作（2014年） - 今井純 役
  - 100の資格を持つ女 第9作（2015年） - 藤原良夫 役
  - ドクター彦次郎 第1作（2015年） - 森忠彦 役
  - ゴーストライターの殺人取材 第2作（2015年） - 大滝直樹 役
- 暴れん坊将軍X（2000年） - 小野要次郎 役
- おみやさん
  - 第2シリーズ（2003年） - 映画村の剣劇の女剣士である高村美奈の婚約者・根本一男 役
  - 第5シリーズ（2006年） - 野村達彦 役
  - 第7シリーズ（2010年） - 森嶋昭夫 役
- ミステリー民俗学者 八雲樹（2004年） - 長内悦史 役
- 科捜研の女
  - 新・科捜研の女 第1話「長崎-京都800キロブルートレインの殺意 ひとしずくの透明な水に隠された赤い秘密 消えた殺人サイトの女を追え！」（2004年4月15日） - 喜多嶋真人 役
  - Season 12 第4話「疑惑の白骨死体！残された押収拳銃の謎」・第5話「殉職刑事が残した謎 血液指紋の告発…」（2013年1月31日・2月14日） - 荻村武史 役
  - SEASON 19 最終話（2020年3月19日） - 山木弾正 役
- 相棒 season4 第3話「黒衣の花嫁」（2005年10月26日） - 信近哲也 役
- てるてるあした（2006年） - 伊勢崎章吾 役 役
- PS -羅生門-（2006年） - 紅谷陽一 役
- 新・桃太郎侍（2006年） - 久保田又四郎 役
- 遠山の金さん（2007年） - 又平 役
- 生きる（2007年） - 渡辺光男 役
- 警視庁捜査一課9係
  - 新・警視庁捜査一課9係 season1 第3話「殺意のロザリオ」（2009年7月15日） - 筧俊英役
  - 警視庁捜査一課9係 season7 第5話「悪魔の似顔絵」（2012年8月1日） - 矢野隆史 役
- サラリーマン金太郎（2010年） - 朝倉英雄 役
- 臨場 続章（2010年） - 古川達郎 役
- 遺留捜査
  - 第2シーズン 第6話「天才外科医の遺したもんじゃのハガシ!!」（2012年8月23日） - 深山隼 役
  - 第4シーズン 第1話「あの風変わりな刑事が帰ってきた!! 神戸港クルーズ船爆破事件!! 海上の密室に100人の人質!? 燃えかすの和紙が語る3分の涙!!」（2017年7月13日） - 黒沢雄大 役
  - 第6シーズン 第3話「ボロボロの紙きれが語り出す切ない真実とは!?」（2021年1月28日） - 前園慶介 役
- ゼロの真実〜監察医・松本真央〜（2014年） - 鈴本健太郎 役
- 京都人情捜査ファイル（2015年） - 浦沢博之 役
- スペシャリスト（2016年） - 真壁修輔 役
- 黒薔薇 刑事課強行犯係 神木恭子（2017年12月16日） - 小谷三郎 役
- 家政夫のミタゾノ 第3シリーズ 第3話「官房長官の秘密…!? ソンタクする家事技」（2019年5月3日） - 岡本正英 役
- 名古屋行き最終列車2019 第4話（2019年2月12日、名古屋テレビ制作） - 山西徹 役
  - 名古屋行き最終列車2020 第3話（2020年1月30日、名古屋テレビ制作） - 山西徹 役
- 警視庁・捜査一課長2020 最終話「さらば大岩!! 東京湾殺人クルーズに乗ったド忘れ美女」（2020年9月3日） - 根布則夫 役
- 七人の秘書 Mission 6「神の手を持つ名医の黒い金!!」（2020年11月26日） - 倉田準 役

#### テレビ東京系
特記のないものはテレビ東京制作・放送。
- 映画みたいな恋したい「ローマの休日」（1992年6月13日）
- 恋、した。 第8話「さようならドルフィンキッス」（1997年5月26日）
- 女と愛とミステリー
  - 「京女刑事・真行寺メイ」（2003年） - 岡崎俊哉 役
  - 「警視庁強行犯係・樋口顕1」（2003年） - 安達弘 役
- 竜馬がゆく（2004年） - 三吉慎蔵 役
- 幻十郎必殺剣（2008年） - 竹内数馬 役
- 忠臣蔵〜その義その愛（2012年） - 小林平八郎 役
- 白虎隊〜敗れざる者たち（2013年） - 内藤介右衛門 役
- 水曜ミステリー9
  - 立証〜離婚弁護士 香月佳美（2013年5月29日） - 栗山拓実 役
  - 浅草下町通交番 子連れ巡査の捜査日誌 第1作（2013年7月24日） - 辰巳雄輔 役
  - 検事・沢木正夫 第三の容疑者（2013年9月25日） - 高木邦夫 役
  - 激突!アラフィフ熟女刑事の事件簿（2015年6月10日） - 賀上正三 役
  - トカゲの女2 警視庁特殊犯罪バイク班（2015年8月12日） - 正木隆春 役
- ラスト・ドクター〜監察医アキタの検死報告〜 最終話（2014年9月12日） - 横田春臣 役
- 池上彰のJAPANプロジェクト ニッポンの底力スペシャル「紙つなげ!」（2014年11月9日）
- 僕らプレイボーイズ 熟年探偵社 第5話・第8話（2015年） - 堀切卓也 役
- 警視庁ゼロ係〜生活安全課なんでも相談室〜 FIRST SEASON 第4話（2016年2月5日） - 横尾陽夫 役
- ヤッさん〜築地発!おいしい事件簿〜（2016年） - 刈谷 役
- 鎖 女刑事 音道貴子（2016年7月6日） - 島崎晋 役
- テミスの剣（2017年9月27日） - 高嶋恭司 役
- 駐在刑事 第5作（2017年10月13日） - 三田和浩 役
- 執事 西園寺の名推理 第3話「誘拐された奥様…! タイムリミット6時間 天才心臓外科医の罪」（2018年） - 牧野涼介 役
- よつば銀行 原島浩美がモノ申す!〜この女に賭けろ〜 第4話（2019年2月11日） - 梨本朗 役
- 特命刑事 カクホの女 第2シリーズ 第5話・第6話・最終話（2019年11月22日・11月29日・12月6日） - 谷崎良雄 役
- 今野敏サスペンス 機捜235シリーズ（2020年4月24日・2021年7月19日・2022年5月16日・2023年1月27日 - 3月10日）　- 徳田一誠 役[8]
- 月曜プレミア8
  - 横山秀夫サスペンス「沈黙のアリバイ」（2020年10月26日） - 斉藤秀男 役
  - 警視庁臨海署安積班（2021年2月8日） - 菅野由雄 役
- 記憶捜査2〜新宿東署事件ファイル〜 最終話「容疑者20人の迷宮!! 殺人バス…100万円のトリック」（2020年12月24日） - 竹実孝典 役
- おじさまと猫 第1話・第7話（2021年1月6日・2月18日） - 蓮見 役
- らせんの迷宮〜DNA科学捜査〜 第4話「天才遺伝子が暴く少女誘拐事件!」（2021年11月5日） - 斎藤正弘 役
- やぶさかではございません（2025年） - 各自一弘 役[9]

#### WOWOW
- 横山秀夫サスペンス 第2話「誤報」（2010年3月21日） - 石野正晴 役
- 東野圭吾「変身」（2014年） - 若生健一 役
- テミスの求刑（2015年） - 村上颯太 役
- 誤断（2015年） - 杉村専務 役

### 映画
- 鬼平犯科帳 劇場版（1995年） - 長谷川辰蔵 役
- 人間の翼 最後のキャッチボール（1996年） - 主演・石丸進一 役
- ロード88 出会い路、四国へ（2004年）
- 交渉人 真下正義（2005年） - 浅尾裕太 役
- 龍が如く（2007年）
- 容疑者Xの献身（2008年）
- キラー・ヴァージンロード（2009年） - ピアース 役
- 踊る大捜査線 THE MOVIE3 ヤツらを解放せよ!（2010年） - 浅尾裕太 役
- BRAVE HEARTS 海猿（2012年） - 三井邦明 役
- HERO（2015年)
- マスカレード・ホテル（2019年） - 久我 役 
  - マスカレード・ナイト（2021年） - 久我 役
- 虎の流儀 ～激突！ 燃える嵐の関門橋～（2022年秋公開予定） - 木佐貫 役[10]
- 首（2023年） - 丹羽長秀 役

### WEBドラマ
- 性病先生（2006年、GyaO） - 主演・愛川英吉 役
- 相棒 -劇場版III- 序章（2014年、dビデオ） - 梶山祥夫 役
- ベイビーステップ（2016年、Amazon Prime Video） - 三浦優作コーチ 役
- 30までにとうるさくて（2022年、AbemaTV） - 渡辺 役

### オリジナルビデオ
- TOKYO BABYLON 1999（1993年） - 皇昴流 役

### 舞台
- バラード（2005年）
- コースター（2007年） - 江藤 役
- チェリーの木の下で '08（2008年） - 菊川 役
- 劇団EXILE W-IMPACT 『レッドクリフ 〜愛〜』（2011年） - 孔明 役
- 戦場のガノン（2025年公演予定）[11]

### CM
- ハウス食品「ククレカレー」「カレーマルシェ」
- アサヒ飲料「ワンダ ゼロマックス」（2008年） - ZM会議室編
- パナソニック株式会社「パナソニックのお店 パナソニックフェア」（2008年 - ）